# Amanita aprica
Amanita aprica là một loài nấm trong họ Amanitaceae. Loài này được J.Lindgr. và Tulloss miêu tả khoa học lần đầu tiên năm 2005. Amanita aprica được tìm thấy ở vùng Tây Bắc Thái Bình Dương thuộc Bắc Mỹ, nơi chúng phát triển trong mối quan hệ cộng sinh với linh sam Douglas và thông.